# Aletta Lorentz-Kaiser

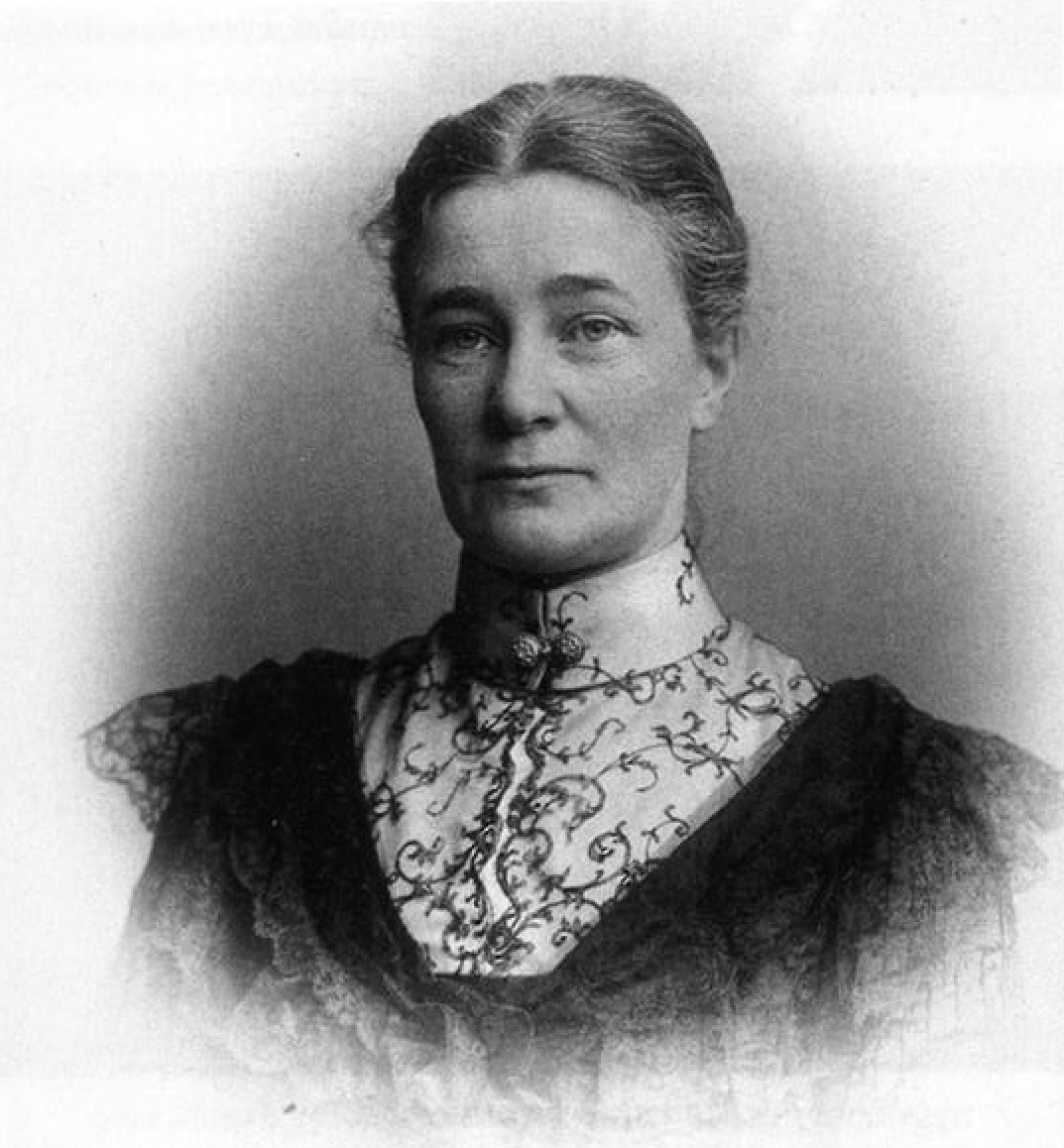
Aletta Kaiser in jungen Jahren

Aletta Lorentz-Kaiser (* 15. April 1858 in Amsterdam, Niederlande; † 1. Oktober 1931 ebenda) war eine niederländische Frauenrechtlerin. Sie war an der Gründung der Leidsche Kinderbewaarplaats beteiligt, einem Vorläufer der modernen Kinderbetreuung. Sie war eine Pionierin im niederländischen Kindertagesbetreuungssystem für berufstätige Mütter.

## Leben und Werk

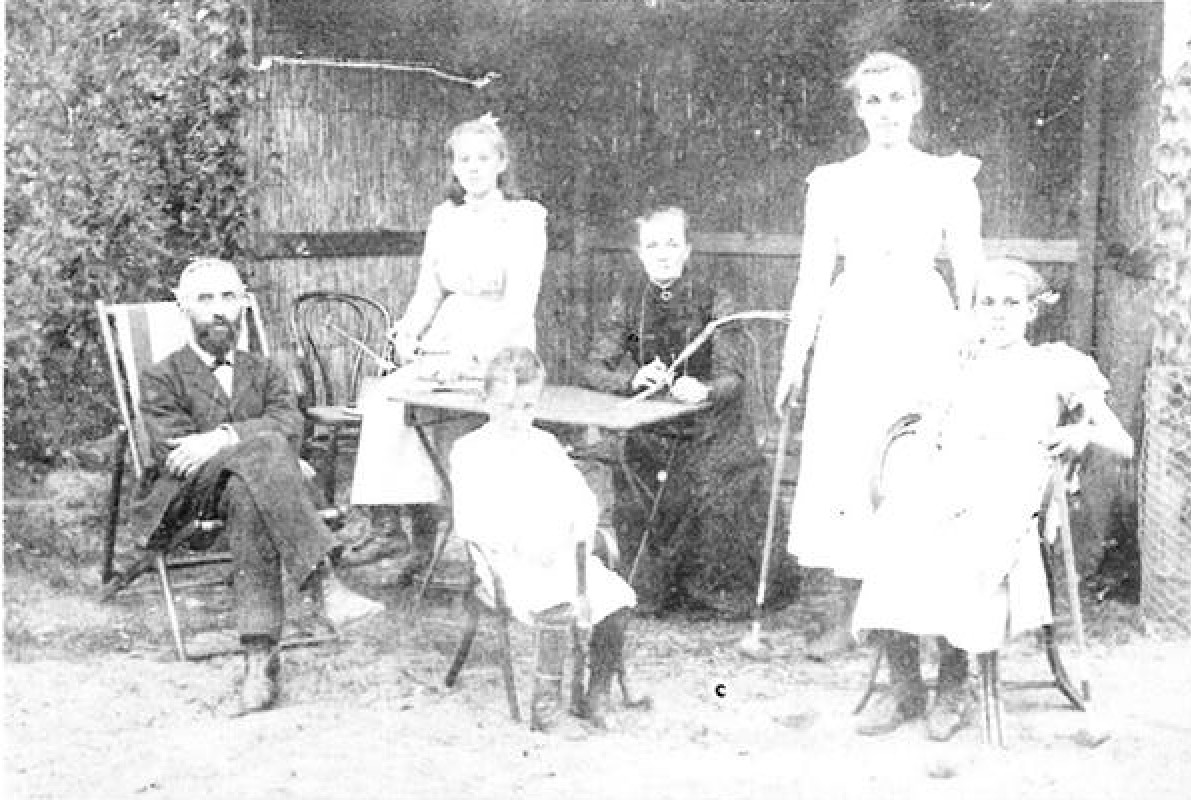
Familie Lorentz im Urlaub in Noordwijkerhout. Von links nach rechts: Hendrik Lorentz, Berta, Rudolf, Aletta Lorentz-Kaiser, Dienstmädchen, Hannie, um 1900

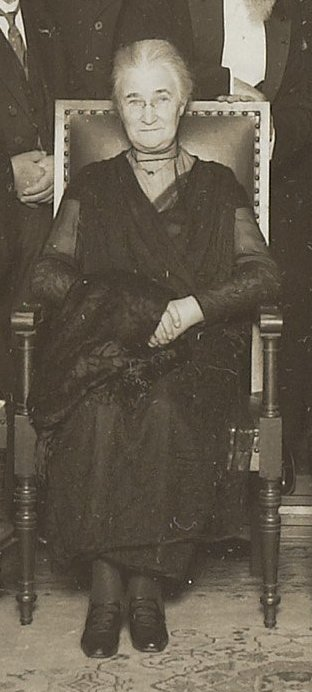
Aletta Lorentz-Kaiser bei der Feier zur goldenen Promotion ihres Mannes in Haarlem, 1925

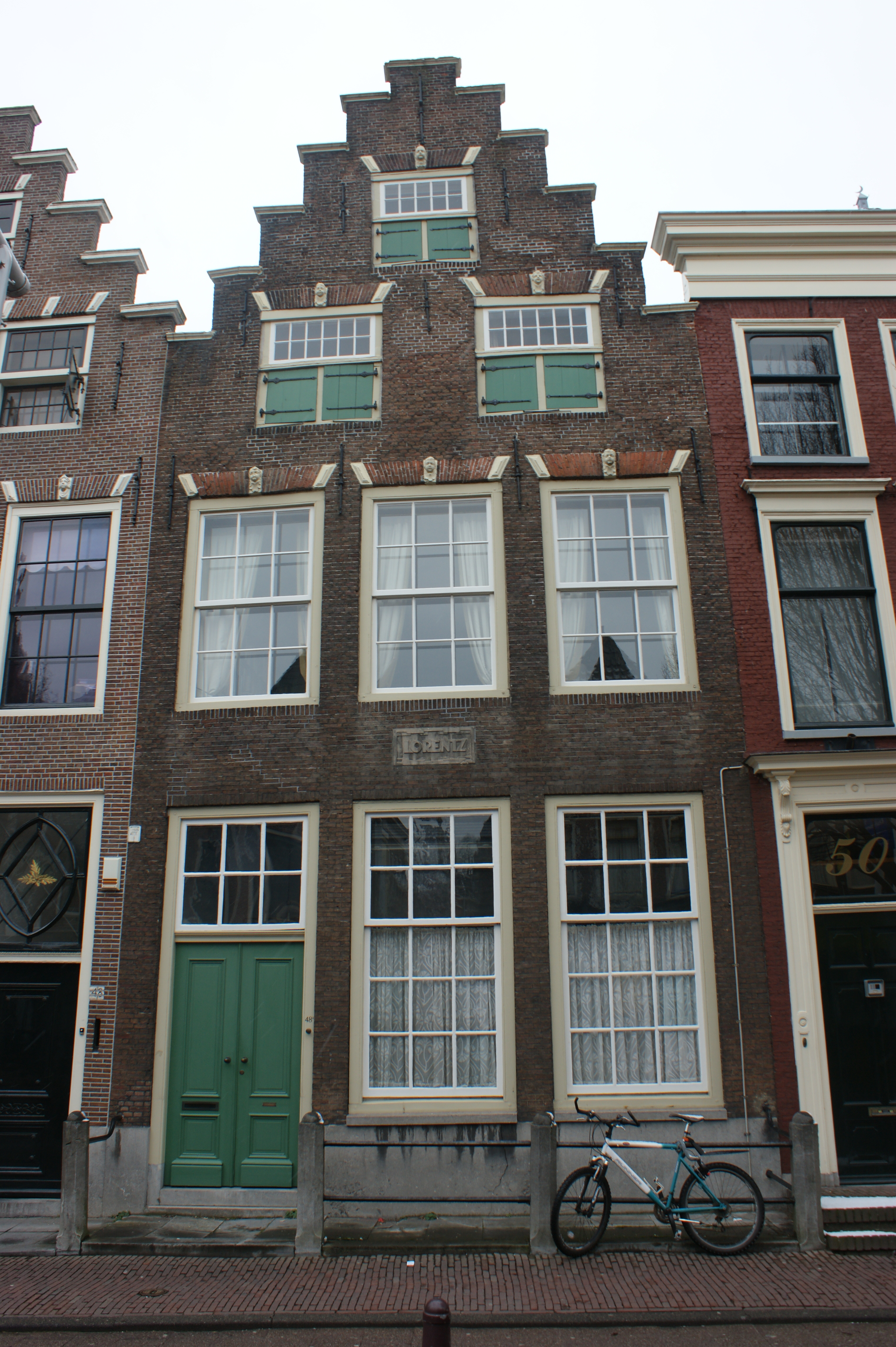
Das Haus in Leiden, Hooigracht 48a, in dem Aletta und Hendrik Lorentz lebten

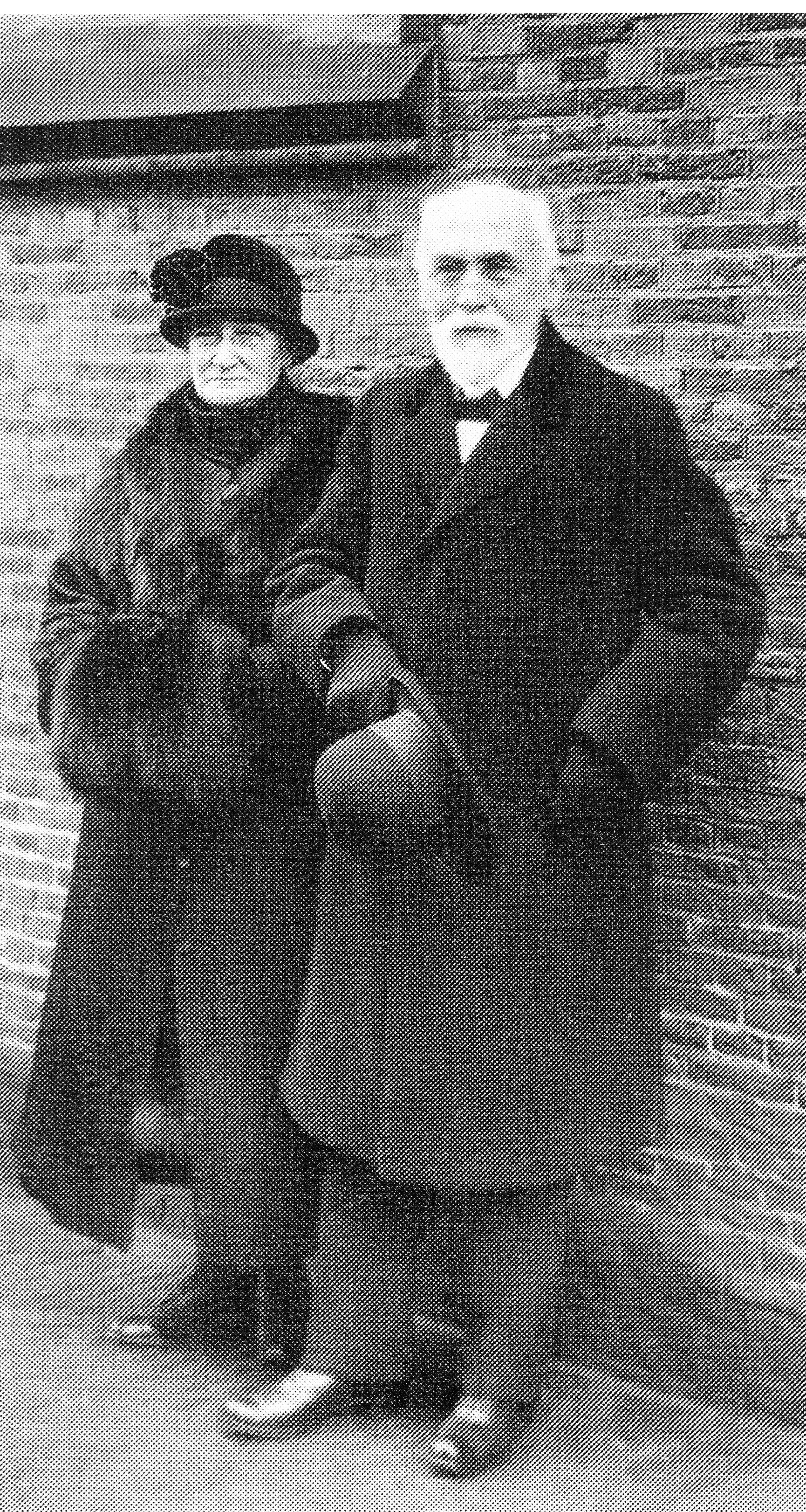
Aletta Lorentz-Kaiser und Hendrik Antoon Lorentz, Rapenburg, Leiden, 11. Dezember 1925

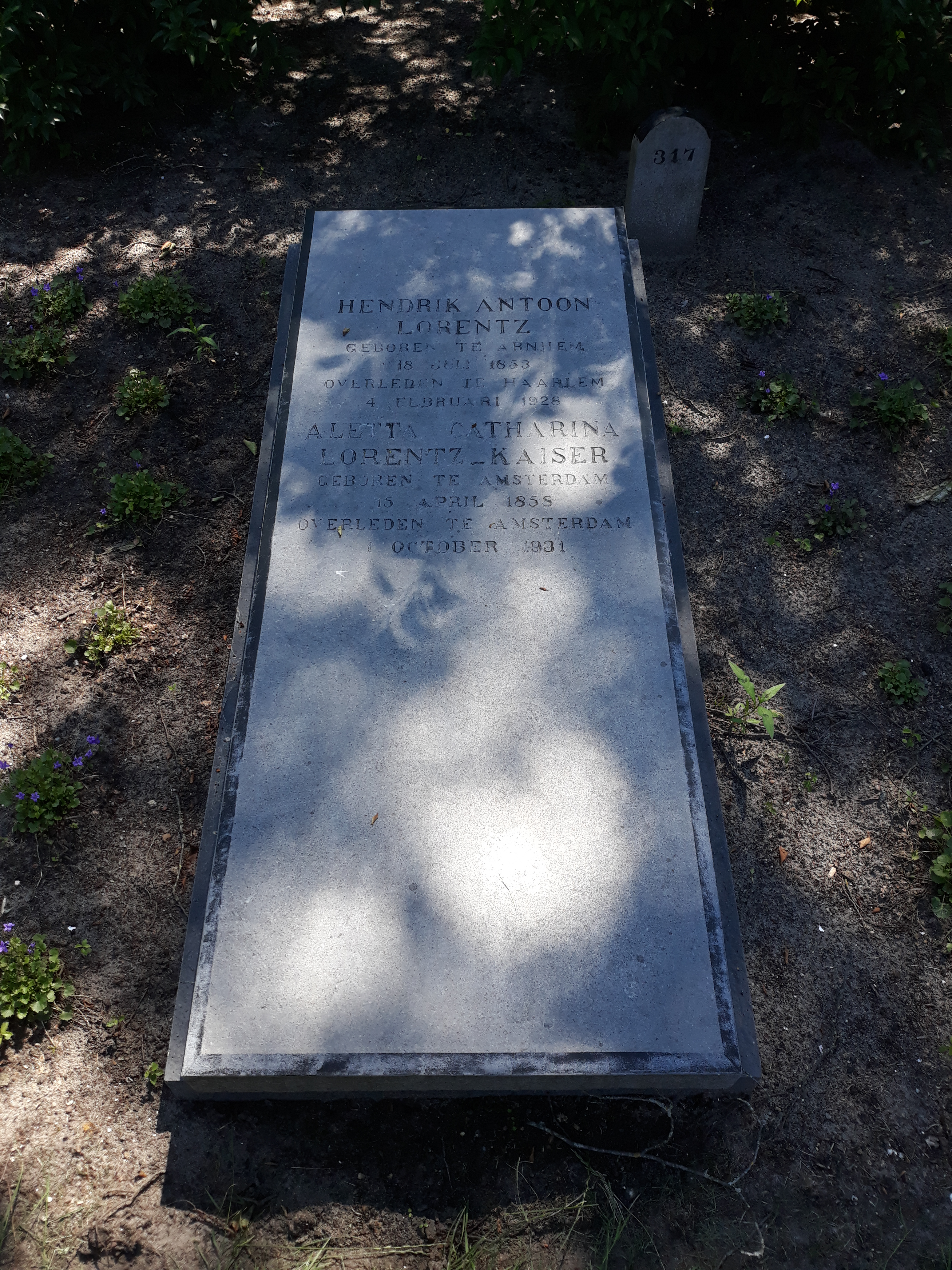
Das Grab von Hendrik Antoon Lorentz und Aletta Kaiser auf dem Friedhof Haarlem Kleverlaan

Lorentz-Kaiser war das jüngste Kind von acht Kindern von Johan Willem Kaiser, Professor an der Rijksakademie van beeldende kunsten und Direktor des Rijksmuseum Amsterdam, und seiner Frau Johanna Buisman. Sie war die Nichte des niederländischen Astronomen Frederik Kaiser.
Am 15. Juli 1881 heiratete sie den Physiker und späteren Nobelpreisträger Hendrik Lorentz und zog mit ihm nach Leiden. Sie bekam mit ihm vier Kinder. Der jüngste Sohn starb im ersten Lebensjahr und ihre älteste Tochter war die Physikerin und Hochschullehrerin Geertruida de Haas-Lorentz.

## Kinderkrippe und Gemeinschaftsspielplatz
1885 wurde sie von dem Textilfabrikanten Cornelis Hendrik Krantz und seiner Frau Engelina Maria Henriette Krantz-van Dijk angesprochen, da diese Unterstützung für ihre Initiative für die Einrichtung für die Kinder berufstätiger Frauen benötigten. Diese sogenannte Kinderkrippe war für Kinder im Alter von sechs Wochen bis drei Jahren gedacht. Lorentz-Kaiser trat sofort als Sekretärin in den Vorstand des neuen Vereins zur Betreuung kleiner Kinder ein. Kurz nach der Eröffnung der Kinderkrippe wurde ihre erste Tochter Berta und 1889 ihre zweite Tochter geboren. 1893 verabschiedet sie sich aus der Leitung der Kindertagesstätte und bekam einen Sohn, der innerhalb eines Jahres starb. 1895 bekam sie einen weiteren Sohn, der kränklich war und besondere Pflege benötigte.
Lorentz-Kaiser setzte sich weiterhin für Leidener Kinder ein und Ende 1904 initiierte sie die Einrichtung eines Gemeinschaftsspielplatzes. Sie nahm einen Sitz im Vorstand dieses Vereins ein, der den bedürftigen Schülern aller Konfessionen zugänglich war.
Ab 1900 setzte sie sich für das Frauenwahlrecht ein und wurde gebeten, dem Vorstand der neu gegründeten Leidener Zweigstelle des Vereins für Frauenwahlrecht beizutreten. Dem Leidener Vorstand gehören bereits Lizzy van Dorp als Vorsitzende und Johanna Hoesrra als Sekretärin an. Lorentz-Kaiser wurde Schatzmeisterin.
1907 kam es zu einer nationalen Spaltung in der Frauenwahlrechtsbewegung, teilweise verursacht durch Lorentz-Kaiser und van Dorp. Sie gründeten den Niederländischen Verein für Frauenwahlrecht. Alle von ihr angefragten Leidener Professoren, darunter auch der Philosophieprofessor G. J. P. J. Bolland und die Schriftstellerin Anna van Gogh-Kaulbach unterstützten die Initiative. Im Februar 1907 wurde die Niederländische Vereinigung für Frauenwahlrecht ins Leben gerufen, in der Männer in den Vorstand aufgenommen werden durften.

## Vorsitz in der Vereeniging Onderlinge Vrouwenbescherming (VOV)
Die Vereeniging Onderlinge Vrouwenbescherming wurde 1897 gegründet, um unverheiratete Mütter und ihr Kind moralisch und materiell zu unterstützen. Die VOV kämpfte nicht nur gegen Doppelmoral, sondern auch für gleiche Rechte und Pflichten von Vater und Mutter und die Gleichstellung des ehelichen und außerehelichen Kindes. Das wichtigste Thema war die Abschaffung des gesetzlichen Verbots der Vaterschaftsuntersuchung. Eine Abteilung des VOV wurde 1902 in Leiden gegründet und Lorentz-Kaiser übernahm den Vorsitz. Das Ziel der Abteilung Leiden war dasselbe wie das der nationalen Vov, mit besonderem Augenmerk auf Hausangestellte, die in Schwierigkeiten geraten waren. Insbesondere waren Bedienstete eine gefährdete Gruppe, da sie häufig mit Männern, Arbeitgebern und deren Söhnen im selben Haus lebten. 
1911 trat Lorentz-Kaiser als Vorsitzende der Leidener Zweigstelle der Vereinigung zurück, da sie 1912 nach Haarlem zog, wo ihr Mann eine Stelle als Kurator des Physiklabors der Teylers-Stiftung angenommen hatte. Ihre beiden Töchter studierten Mathematik und Physik in Leiden. Ihre Tochter Berta schloss ihr Studium 1912 bei ihrem Vater ab und promovierte bei ihm. Während ihres Studiums wurde sie Mitglied der Vereinigung für Frauenwahlrecht, was ihre Tochter in der Biografie ihres Vaters nicht erwähnte. 
Lorentz-Kaiser gehörte dem Empfehlungskomitee für die Ausstellung Die Frau 1813–1913 an. Diese Ausstellung fand vom 2. Mai 1913 bis 30. September 1913 in Amsterdam statt. Laut der Zeitschrift Evolution vom 3. Dezember 1913 war Lorentz-Kaiser im Vorstand des Vereins zur Verbesserung des sozialen und rechtlichen Status von Frauen in den Niederlanden.
Lorentz-Kaiser starb 1931 im Alter von 73 Jahren in Amsterdam.
Ihre Tochter Berta gehörte zu den ersten vier niederländischen Frauen, die in Physik promovierten. Sie studierten alle theoretische Physik und promovierten bei ihrem Ehemann. Diese Übereinstimmung könnte durch den Umstand erklärt werden, dass Lorentz-Kaiser stark in der Frauenrechtsbewegung in Leiden engagiert war.